# Lithostege odessaria
Lithostege odessaria är en fjärilsart som beskrevs av Herrich-Schäffer 1851. Lithostege odessaria ingår i släktet Lithostege och familjen mätare. Inga underarter finns listade i Catalogue of Life.